# Kim & Hallo Vol.2
Kim & Hallo Vol.2 är ett musikalbum, som utkom 1993 med danska dansbandet Kim & Hallo.

## Låtförteckning
1. Dig vil jeg elske al min tid (Mona Gustavsson/Kim Harring)
2. Vi elsker sommeren (Hans Martin/Gunborg Martin/Evy Karitz/Leif Schouby/Kim Harring)
3. Vore veje skal mødes igen (M.Lindblom/J. de Mylius)
4. Visse blomster visner aldrig (M.Ekwall/Johnny Hansen)
5. Det er kjærlighed (Lars Erik Gustav Holm/Evy Karitz/Leif Schouby/Keld Dons)
6. Over sø, over land (S.Nilsson/Keith Almgren/Fini)
7. Ring til mig (Keld Dons)
8. Mademoiselle (L.Clerwall/Jacob Jonia)
9. Stop en gang (Patrik Lindqvist/Keith Almgren/Evy Karitz/Leif Schouby/Kim Harring)
10. Som en sommerfugl (Tony Åbo)
11. Lille Laila (A.Heltzen/J. de Mylius)